# Obrana Cádiza od Engleza
Obrana Cádiza od Engleza je ulje na platnu španjolskog baroknog slikara Francisca de Zurbarána. Riječ je o slici koja se temelji na slavnoj španjolskoj pobjedi nad zajedničkom britansko-nizozemskom flotom. Naime, početkom studenog 1625. godine neprijateljsko brodovlje je uplovilo u luku grada Cádiza te iako su bili brojčano inferiorni, Španjolci su ostvarili veliku pobjedu. Riječ je o tadašnjem englesko-španjolskom ratu u kojem je engleska strana organizirala napade na neke od najvažnijih španjolskih luka kao i piratstvo španjolskih brodova koji su se vraćali u domovinu s blagom iz Amerike.
Slika prikazuje trenutak u kojem gradski oci dogovaraju obranu Cádiza. Na njoj se nalazi guverner Fernando Girón koji zbog gihta sjedi na stolici te daje naloge svojim podređenima. Ispred njega je Diego Ruiz. U pozadini se vidi britansko i nizozemsko brodovlje koje pod zapovjedništvom engleskog admirala Edwarda Cecila uplovljava u Cádiz. Također, ondje se vide i španjolski vojnici koji započinju borbu s neprijateljem.
Ovo djelo se najprije pripisivalo Eugeniju Caxésu iako ga je ustvari naslikao Zurbarán za potrebe madridskog Salón de Reinosa koji se nalazio na krilu palače Buen Retiro te su se u njemu skupljala najveća djela iz kraljevske kolekcije. Danas se nalazi u nacionalnom muzeju Prado.